# Stearato di sodio
Lo stearato di sodio è il sale di sodio dell'acido stearico con formula Na(CH3(CH2)16COO).

Si presenta come un solido a scagliette splendenti o bianco amorfo, untuoso al tatto e con un leggero odore di sego. È poco solubile in acqua fredda, ma lo diventa a caldo.

## Produzione
Per ottenere il prodotto puro si neutralizza una soluzione alcolica di acido stearico puro con una soluzione acquosa di idrossido o carbonato di sodio. Il prodotto tecnico si ottiene per neutralizzazione diretta della stearina fusa.

## Usi
È il componente principale nella fabbricazione di alcuni tipi di saponi e deodoranti solidi.
In farmaceutica entra nella composizione di unguenti e supposte, in cosmetica come umidificante, addensante e emulsionante di creme. Inoltre è utilizzato nell'industria delle materie plastiche, delle vernici e della carta.
Tra gli additivi alimentari è identificato dalla sigla E470a.